# Siggagöl
Siggagöl är en sjö i Ronneby kommun i Blekinge och ingår i Bräkneåns huvudavrinningsområde.